# Дірк Родіс
Дірк Родіс (нім. Dirk Raudies, 17 червня 1964, Біберах-на-Рісі, Німеччина) — колишній німецький мотогонщик, чемпіон світу з шосейно-кільцевих мотогонок серії MotoGP у класі 125сс 1993 року.

## Біографія

### Кар'єра мотогонщика
Дірк дебютував у мотоспорті участю в кубку Castrol-Cup в 1986 році, в якому він, виступаючи на Yamaha, фінішував п'ятим. У змаганнях наступного року був третім. В сезоні 1988 року брав участь у чемпіонаті Німеччини з шосейно-кільцевих мотогонок в класі 125сс, де посів сьоме місце. В цьому ж році виступав і на чемпіонаті Європи, на якому зайняв 13-е місце. Незважаючи на ці невтішні результати, наступний сезон Дірк почав на мотоциклі Honda, з яким був третім в німецькому чемпіонаті в 1989 році і першим в 1990 році.
У 1989 році Дірк дебютував у чемпіонату світу MotoGP в класі 125cc, посівши в загальному заліку 15-е місце. Найкращим результатом у сезоні було 6-е місце на Гран-Прі Австрії. У 1990 році він був п'ятим у загальному заліку, завоювавши популярність в своїй країні за зайняте 2-е місце на Гран-Прі Німеччини. Сезон 1991 року став кроком назад в кар'єрі німця — всього лиш 8-е місце за підсумками сезону.
В сезоні 1992 року Родіс виграв перше Гран-Прі у кар'єрі — Гран-Прі Бразилії. За підсумками сезону він став шостим. Наступний сезон став бенефісом спортивної кар'єри Дірка: дев'ять перемог на етапах (Гран-Прі Австралії, Малайзії, Японії, Німеччини, Нідерландів, Сан Марино, Великої Британії, Італії та США), 280 очок та перше місце у чемпіонаті.
Незважаючи на такий великий успіх, Родіс не захотів переходити у вищий клас, залишившись у 125сс. У 1994 році він виграв три гонки, але постійні технічні проблеми з мотоциклом дозволили йому зайняти лише четверте місце у чемпіонаті. Ще гірше прийшов наступний сезон: лише одна перемоги (Гран-Прі Нідерландів) і підсумкове п'яте місце в сезоні.
Дірк Родіс виступав ще два сезони, у яких зайняв 13-е і 25-е місце, після чого завершив професійні виступи мотогонщика.

## Статистика виступів

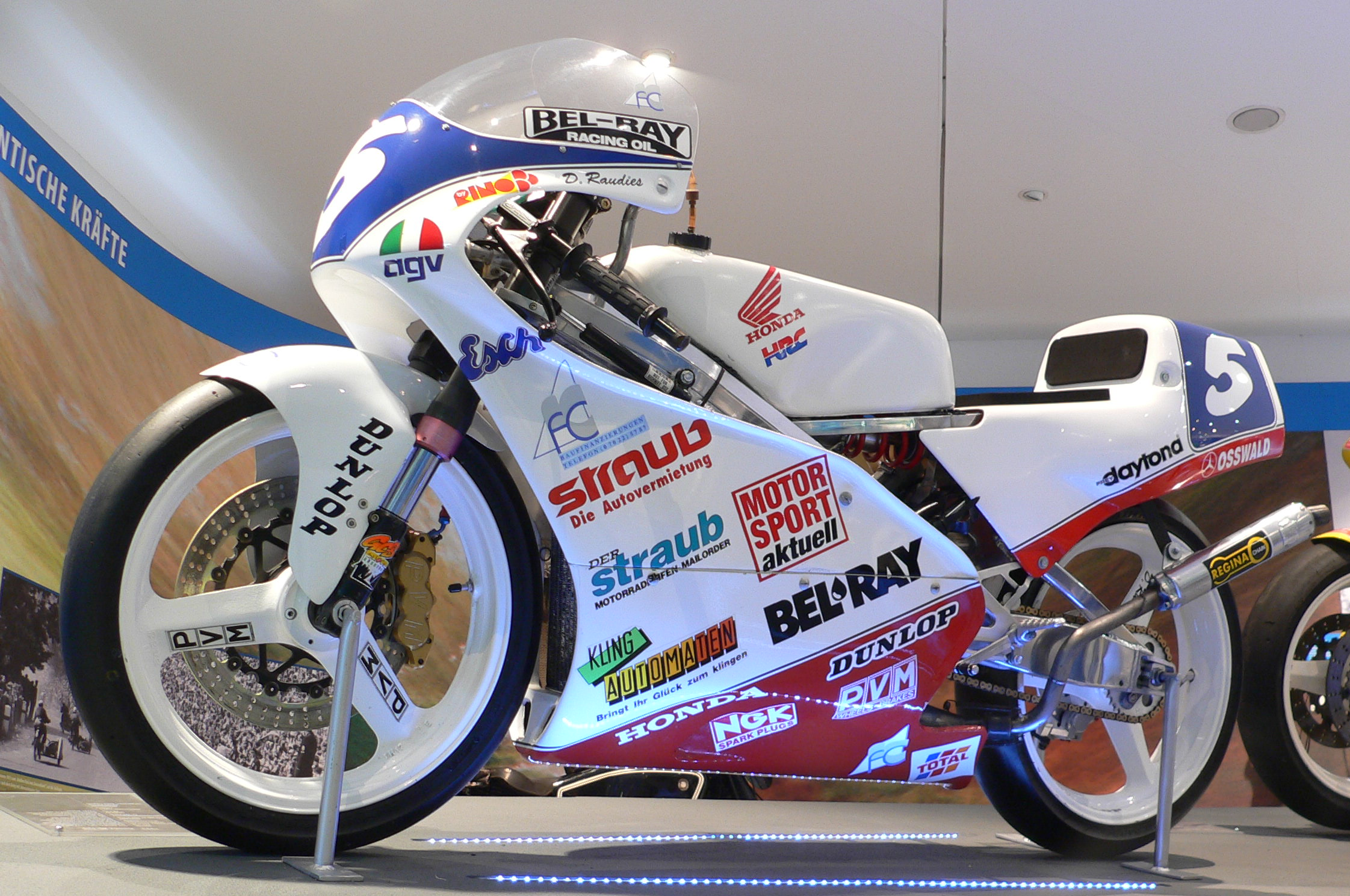
Мотоцикл Honda RS125R, на якому Дірк Родіс виграв чемпіонат 1993

### MotoGP
Система нарахування очок, яка діяла до 1992 року:
| Місце | 1  | 2  | 3  | 4  | 5  | 6  | 7 | 8 | 9 | 10 | 11 | 12 | 13 | 14 | 15 |
| Очки  | 20 | 17 | 15 | 13 | 11 | 10 | 9 | 8 | 7 | 6  | 5  | 4  | 3  | 2  | 1  |

Система нарахування очок, яка діяла з 1993 року:
| Місце | 1  | 2  | 3  | 4  | 5  | 6  | 7 | 8 | 9 | 10 | 11 | 12 | 13 | 14 | 15 |
| Очки  | 25 | 20 | 16 | 13 | 11 | 10 | 9 | 8 | 7 | 6  | 5  | 4  | 3  | 2  | 1  |

#### У розрізі сезонів
| Сезон  | Клас   | Мотоцикл | Гонки | Пер | Под | ПП | Очки | Місце |
| ------ | ------ | -------- | ----- | --- | --- | -- | ---- | ----- |
| 1989   | 125cc  | Honda    | 7     | 0   | 0   | 0  | 29   | 15    |
| 1990   | 125cc  | Honda    | 14    | 0   | 2   | 0  | 113  | 5     |
| 1991   | 125cc  | Honda    | 13    | 0   | 0   | 0  | 81   | 8     |
| 1992   | 125cc  | Honda    | 12    | 1   | 2   | 0  | 91   | 6     |
| 1993   | 125cc  | Honda    | 14    | 9   | 11  | 6  | 280  | 1     |
| 1994   | 125cc  | Honda    | 14    | 3   | 3   | 1  | 162  | 4     |
| 1995   | 125cc  | Honda    | 13    | 1   | 4   | 1  | 124  | 5     |
| 1996   | 125cc  | Honda    | 15    | 0   | 1   | 0  | 81   | 13    |
| 1997   | 125cc  | Honda    | 15    | 0   | 0   | 0  | 8    | 25    |
| Всього | Всього | Всього   | 117   | 14  | 23  | 8  | 969  |       |